# Edificio Nuevo León
El Edificio Nuevo León fue un antiguo edificio de departamentos ubicado en la Ciudad de México y que formaba parte del Conjunto Urbano Nonoalco Tlatelolco, formado por tres secciones de 15 pisos cada uno. Dos de ellas resultaron completamente destruidas en el terremoto del 19 de septiembre de 1985, mientras que la tercera permaneció en pie aunque gravemente dañada y posteriormente fue demolida.

## Orígenes
El edificio Nuevo León fue construido como parte del Conjunto Urbano Nonoalco Tlatelolco, más comúnmente conocido únicamente por Tlatelolco, un enorme conjunto habitacional diseñado por el arquitecto mexicano Mario Pani Darqui e inaugurado en 1962 por el entonces presidente Adolfo López Mateos; Tlatelolco simbolizó en su época los grandes progresos económicos de México y se diseñó pensando en que fuera habitado por familias de clase media. El edificio Nuevo León se localizaba en el extremo oriente del conjunto, frente al Paseo de la Reforma y formaba parte de la tercera sección del conjunto urbano, denominada como "La República", siendo una de sus principales características el que la mayoría de los edificios de esa sección llevan los nombres de los estados de la federación.

## Características
El Nuevo León estaba diseñado como un edificio integrado por tres secciones idénticas pero independientes entre sí construidas una junto a la siguiente y orientadas en sentido norte-sur, cada sección tenía 15 pisos de altura y dos entradas, denominadas A y B, C y D, y E y F, respectivamente; el diseño del edificio Nuevo León es de los que mayor número de veces se repitió en Tlatelolco, siendo idénticos en su construcción el Edificio Allende, Edificio Chihuahua, el Edificio Tamaulipas, el Edificio Presidente Juárez, entre varios otros. En la planta baja se encontraban diversos comercios y el resto del edificio estaba formado por departamentos de uso habitacional, un total de 288 departamentos, finalmente en la azotea había cuartos que también habían sido habilitados con la misma función habitacional.
El edificio se encontraba rodeado al norte por los edificios Veracruz, Coahuila, Zacatecas y Oaxaca, grandes torres de 22 pisos cada una, y al sur por otros tres edificios de las mismas características, Cuauhtémoc, Puebla y Jalisco, estos dos últimos eran conocidos como las "Suites Tecpan", pues estaban concesionadas y habilitadas como hotel; de todas estas construcciones en la actualidad ya no existen las torres Oaxaca y ambas suites Tecpan, pues a consecuencia de los daños sufridos por el mismo terremoto así como la falta de recursos para su reparación, fue necesaria su demolición; en la parte izquierda del edificio Nuevo León se localiza el club deportivo Antonio Caso.

## Daños y derrumbe

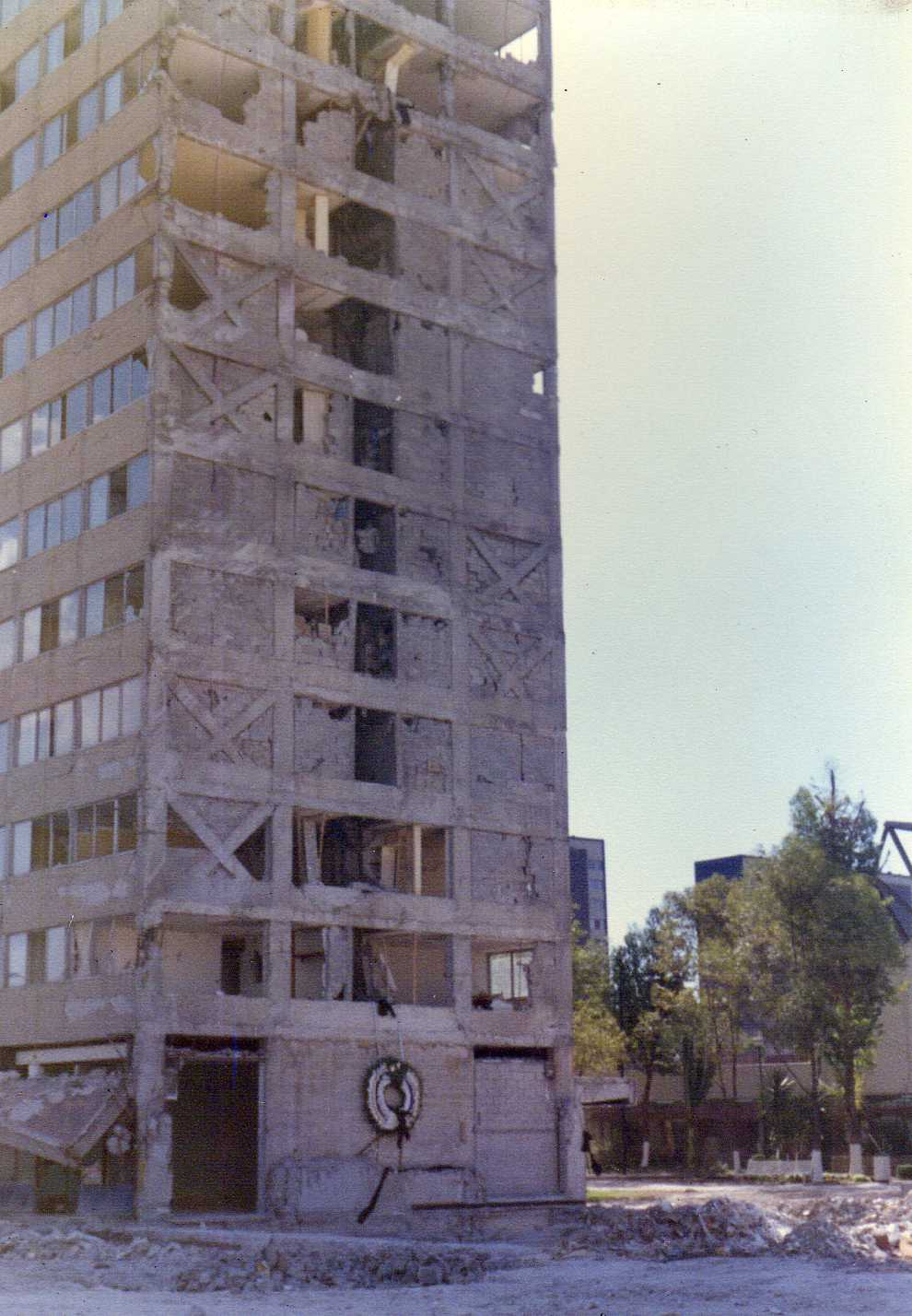
Módulo del Edificio Nuevo León que quedó en pie tras los sismos, y que sería demolido.

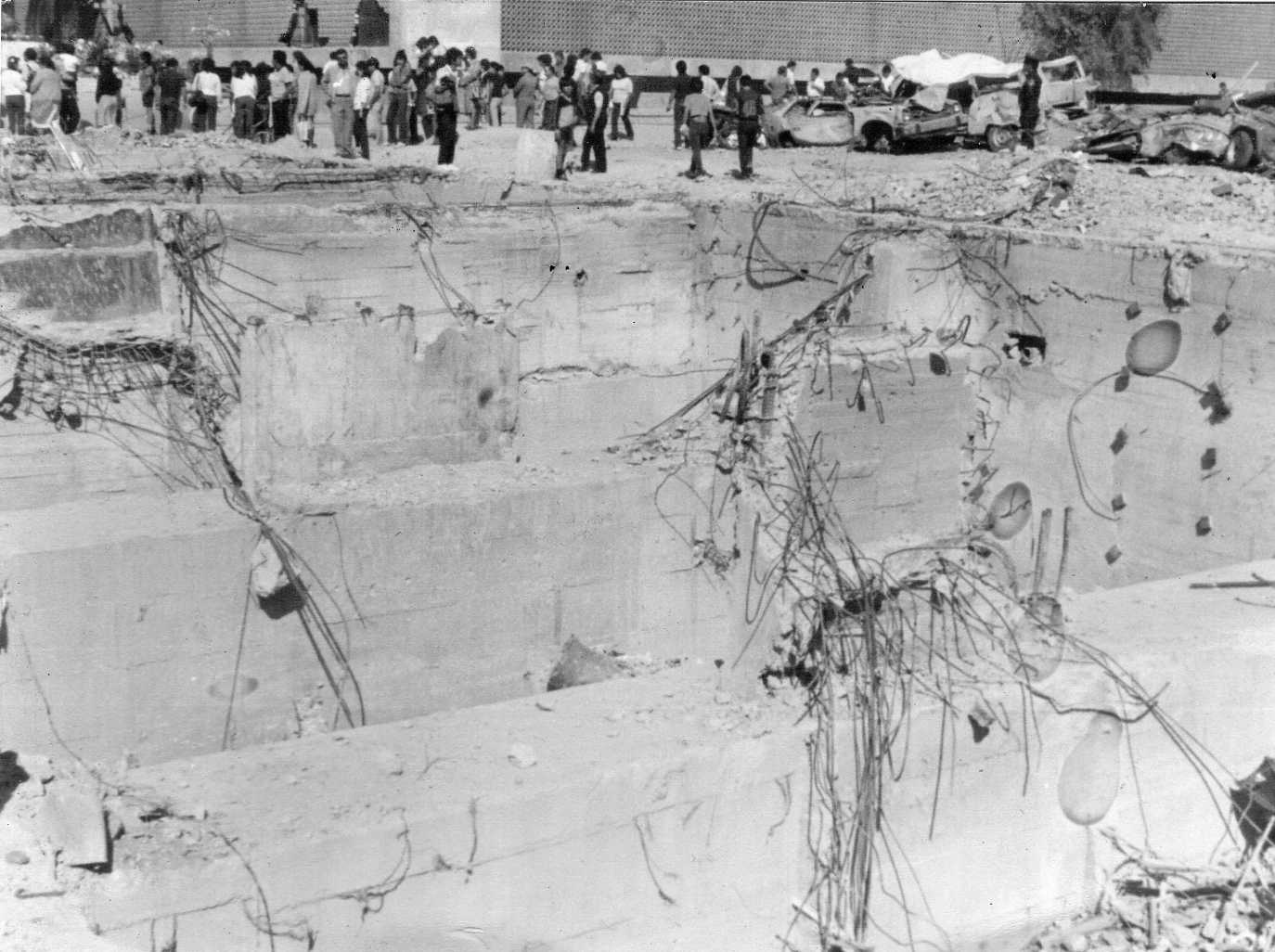
Cimientos del edificio tras el sismo.

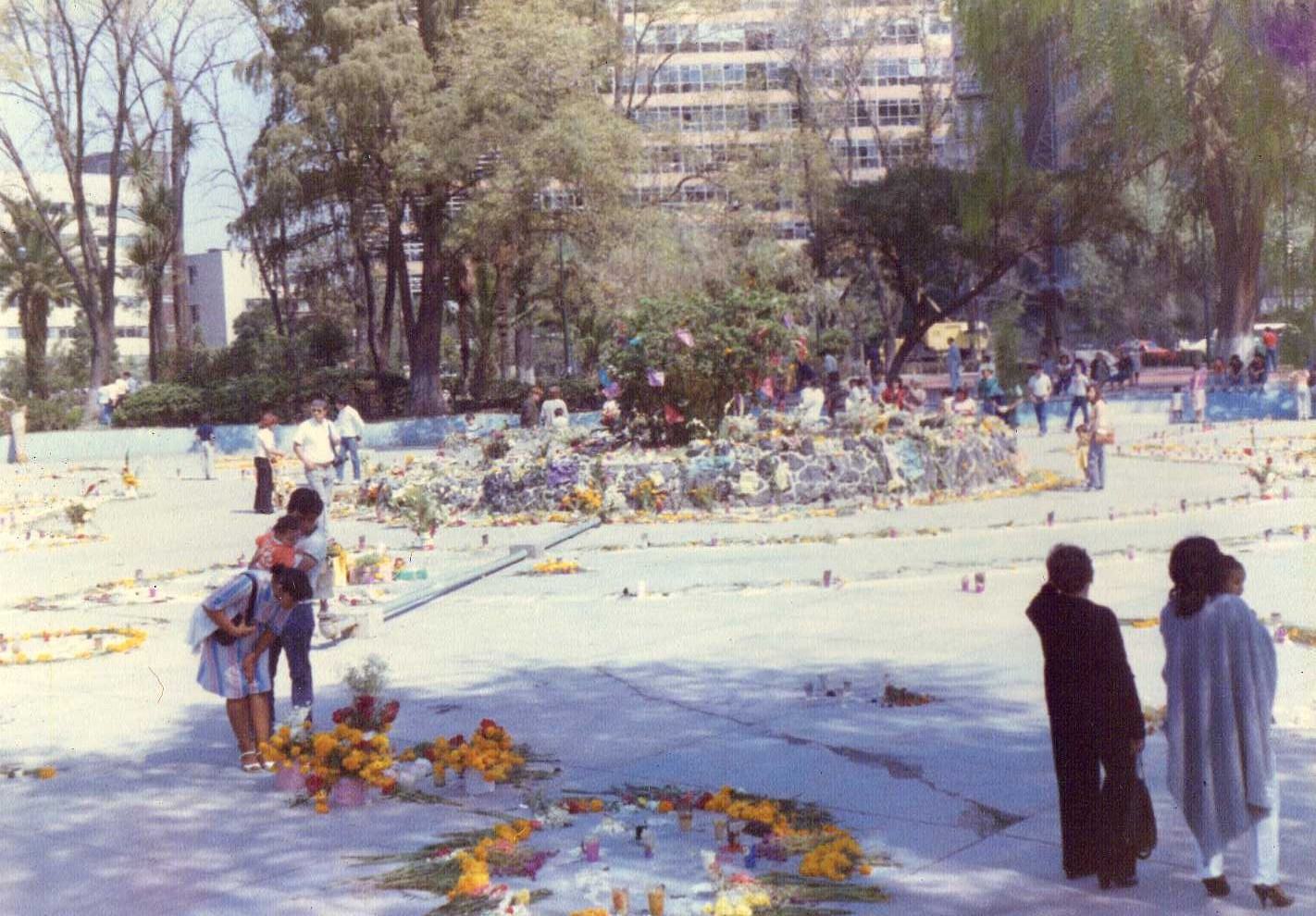
Ofrendas el Día de Muertos de 1985.

La mayoría de quienes habitaron en el edificio Nuevo León han responsabilizado de su derrumbe a las malas condiciones previas en que se encontraba el edificio y que ellos habían denunciado, principalmente a fallos en su cimentación originada en el reblandecimiento del subsuelo acuoso del antiguo Lago de Texcoco en que se localiza la Ciudad de México. Los principales daños, como la inclinación, se hicieron evidentes después de varios sismos de intensidad que se registraron en 1979 y 1981. Tras los cuales y ante las protestas de los habitantes, las entidades gubernamentales encargadas de la administración de la unidad: el Fondo Nacional de Habitaciones Populares (FONHAPO) y la Administradora Inmobiliaria S.A. (AISA); aceptaron llevar a cabo la recimentación del edificio, en consecuencia todos sus habitantes fueron traslados a la Suites Tecpan y durante varios meses se realizaron labores de reconstrucción, al término de las cuales se aseguró el edificio se encontraba completamente reparado y sus habitantes regresaron a sus departamentos.
El 19 de septiembre de 1985 a las 7:19 se registró en la Ciudad de México un terremoto que alcanzó una magnitud de 8.1 en la escala de Magnitud de Momento, que causó numerosos daños en toda la ciudad, con este movimiento sísmico las secciones central y norte del edificio Nuevo León se colapsaron completamente, correspondiendo a las entradas C, D, E y F, quedando inmediatamente destruidos un total de 192 departamentos con todos los habitantes que en ese momento se encontraban dentro de ellos; la primera sección quedó en pie, pero con la mayor parte de sus columnas de sostén fracturadas por lo que tuvo que ser inmediatamente evacuado y posteriormente fue demolido.
El saldo de víctimas mortales del derrumbe del Edificio Nuevo León es controvertido y varía según la fuente, fluctuando entre 200 y 300 muertos, fue uno de los derrumbes con mayor impacto noticioso nacional e internacional por varias situaciones, una de ellas el hecho de que entre los miembros de los equipos de rescate se encontrara el tenor español Plácido Domingo, parte de cuya familia habitaba en un departamento del edificio y que no pudieron ser rescatados con vida; otro de ellos fue el hecho de que el derrumbe del edificio es atribuido a la deficiente calidad de su construcción así como a la corrupción y desinterés por parte de las instancias gubernamentales encargadas de su reparación.